# Foieni
Foieni (Mezőfény en hongrois, Fienen en allemand) est une commune roumaine du județ de Satu Mare, dans la région historique de Transylvanie et dans la région de développement du Nord-Ouest.

## Géographie
La commune de Foieni est située dans le sud-ouest du județ, à la frontière avec la Hongrie, dans la plaine de Carei, à 6 km à l'ouest de Carei et à 42 km au sud-ouest de Satu Mare, le chef-lieu du județ.
La municipalité est composée du seul village de Foieni (1 882 habitants en 2002).
Les températures moyennes en été sont de +14 °C à +18 °C et en hiver de −3 °C à +5 °C; Les précipitations annuelles varient de 550 mm à 680 mm.

## Histoire
La première mention écrite du village de Foieni date de 1332 sous le nom de Feen.
La commune, qui appartenait au royaume de Hongrie, faisait partie de la principauté de Transylvanie et elle en a donc suivi l'histoire.
En 1658, le village est détruit par les Tatars. Il est de nouveau détruit en 1687 et abandonné jusqu'en 1711. En 1720, le village, qui appartenait à la grande famille noble des Károlyi, est repeuplé par des colons originaires du Wurtemberg.
Après le compromis de 1867 entre Autrichiens et Hongrois de l'empire d'Autriche, la principauté de Transylvanie disparaît et, en 1876, le royaume de Hongrie est partagé en comitats. Foieni intègre le comitat de Szatmár (Szatmár vármegye).
À la fin de la Première Guerre mondiale, l'Empire austro-hongrois disparaît et la commune rejoint la Grande Roumanie au traité de Trianon et le județ de Sălaj dont le chef-lieu est la ville de Zalău.
En 1940, à la suite du deuxième arbitrage de Vienne, elle est annexée par la Hongrie jusqu'en 1944. En 1945, quelque 300 habitants d'origine allemande sont déportés en URSS. Elle réintègre la Roumanie après la Seconde Guerre mondiale au traité de Paris en 1947.
De 1950 à 1968, Foieni appartient à la région de Baia Mare. Ce n'est qu'en 1968, lors de la réorganisation administrative du pays, qu'elle est intégrée au județ de Satu Mare auquel elle appartient de nos jours.

## Politique
| Période                                  | Période  | Identité        | Étiquette | Qualité |
| ---------------------------------------- | -------- | --------------- | --------- | ------- |
| Les données manquantes sont à compléter. |          |                 |           |         |
| 2008                                     | 2016     | Heinrich Mihály | FDGR      |         |
| 2016                                     | En cours | László Brem     | UDMR      |         |

| Parti | Parti                                               | Sièges |
| ----- | --------------------------------------------------- | ------ |
|       | Parti national libéral (PNL)                        | 1      |
|       | Forum démocratique des Allemands de Roumanie (FDGR) | 2      |
|       | Indépendant                                         | 1      |
|       | Union démocrate magyare de Roumanie (UDMR)          | 7      |

## Religions
En 2002, la composition religieuse de la commune était la suivante :
- Grecs-Catholiques, 96,17 % ;
- Chrétiens orthodoxes, 2,01 % ;
- Réformés, 1,16 % ;
- Catholiques romains, 0,63 %.

## Démographie
En 1910, à l'époque austro-hongroise, la commune comptait 1 748 Hongrois (98,76 %) et 22 Allemands (1,24 %).
En 1930, on dénombrait 1 680 Allemands (90,76 %), 115 Hongrois (6,21 %), 32 Roumains (1,73 %) et 21 Tsiganes (1,13 %).
En 1956, après la Seconde Guerre mondiale, 2 100 Hongrois (97,90 %) côtoyaient 42 Roumains (1,96 %) et 3 Allemands (0,14 %).
En 2002, la commune comptait 53 Roumains (2,81 %), 1 045 Hongrois (55,52 %) et 783 Allemands (41,60 %). On comptait à cette date 920 ménages.
| 1880  | 1890  | 1900  | 1910  | 1920  | 1930  | 1941  | 1956  | 1966  |
| ----- | ----- | ----- | ----- | ----- | ----- | ----- | ----- | ----- |
| 1 206 | 1 336 | 1 549 | 1 770 | 1 784 | 1 851 | 1 985 | 2 145 | 2 268 |

| 1977  | 1992  | 2002  | 2007  | - | - | - | - | - |
| ----- | ----- | ----- | ----- | - | - | - | - | - |
| 2 344 | 2 053 | 1 882 | 1 854 | - | - | - | - | - |

## Économie
L'économie de la commune repose sur l'agriculture et l'élevage. La commune dispose de 1 048 ha de forêts et de 2 363 ha de terres agricoles répartis comme suit :
- terres arables, 1 540 ha ;
- prairies, 96 ha ;
- vignes, 92 ha ;
- vergers, 97 ha ;
- pâturages, 538 ha.

Une coopérative agricole (Consumcoop Foieni) et une fabrique de meubles (Polipol Imobiliar) sont également installées dans la commune.

## Communications

### Routes
Foieni est située sur la route régionale DJ196B qui mène vers Carei à l'est et vers Ciumești au sud.

### Voies ferrées
La gare la plus proche est celle de Carei à 6 km.

## Lieux et monuments
- Foieni, église catholique romaine St Michel datant de 1785, classée monument historique[8].
- Foieni, chapelle catholique romaine datant de 1850[8].
- Foieni, réserve naturelle des dunes de Foieni (Dunele de nisip Foieni)[9].